# 松永成立
松永成立（1962年8月12日—），已退役日本足球運動員，前日本國家足球隊成員。

## 俱樂部生涯
松永成立小学时期其实是棒球队的成员，小学6年级才改踢足球。由于身高符合守门员标准，因此被安排为球队的门将。高中时代，松永就读的是静冈县立滨名高等学校。
3年级时，松永作为队长带领球队进入到全國高等學校足球錦標賽静冈县的决赛，可惜还是0比2输给了静冈县立清水东高等学校而无缘全国大會。
但是，松永的表现却得到了一致肯定，尤其是他作为静冈县选拔队的主力门将，为静冈县拿到了国民体育大会的足球金牌。
等到大学毕业后，松永还是接到了来自横滨水手前身日产汽车的邀请，22岁入队后立即成为球队主力门将，为球队带来2年3冠的荣誉，并顺利入选国家队。不过在1995年，松永失去了横滨水手主力门将的位置。

## 國家隊生涯
松永成立在80年代中后期入选日本国家足球队，是日本队参加1990年，1994年两届世界杯的正选门将。

## 外部連結
- National Football Teams （页面存档备份，存于）
- Japan National Football Team Database
- 松永成立 – FIFA國際賽競賽紀錄 (存檔)
- 松永成立在 National-Football-Teams.com 上的出场纪录
- 日本職業足球聯賽中的松永成立 （日語）